# Mongoolse kielvoorn
De Mongoolse kielvoorn (Chanodichthys mongolicus) is een straalvinnige vissensoort uit de familie der eigenlijke karpers (Cyprinidae). De wetenschappelijke naam van de soort is voor het eerst geldig gepubliceerd in 1855 door Basilewsky.